# Bergsträdekorre
Bergsträdekorre (Funisciurus carruthersi) är en däggdjursart som beskrevs av Thomas 1906. Funisciurus carruthersi ingår i släktet Funisciurus och familjen ekorrar. IUCN kategoriserar arten globalt som livskraftig.
Inga underarter finns listade i Catalogue of Life. Wilson & Reeder (2005) skiljer mellan fyra underarter.
Denna trädekorre förekommer i bergsområdet Ruwenzori och i angränsande bergstrakter. Utbredningsområdet sträcker sig över nordöstra Kongo-Kinshasa, sydvästra Uganda, västra Rwanda och nordvästra Burundi. Arten vistas mellan 1500 och 2800 meter över havet. Habitatet utgörs av bergsskogar, ibland med tät undervegetation. Individerna lever ensam eller i par och är aktiv på dagen.
Arten blir 19 till 24 cm lång (huvud och bål), har en 18 till 23 cm lång svans och väger 200 till 280 g. Den långa och mjuka pälsen har på ovansidan en olivgrön färg och undersidan är grå. På ryggens topp finns en mörkare linje. Huvudet kännetecknas av gula ögonringar och korta öron som är glest täckta med hår. De fyra fingrarna och de fem tårna är utrustade med kraftiga skarpa klor.
Bergsträdekorre är aktiv på dagen och klättrar i växtligheten. Den äter främst frukter och ibland insekter. Individerna lever vanligen ensam. De bygger bon av växtdelar som placeras i undervegetationen. Reviret markeras med körtelvätska. En hona med en enda unge observerades.